# Wereldkampioenschappen zwemmen 2025 – 4×100 meter vrije slag vrouwen
De 4×100 meter vrije slag vrouwen op de wereldkampioenschappen zwemmen 2025 vond plaats op 27 juli 2025 in Singapore. De acht snelste ploegen in de series kwalificeerden zich voor de finale.

## Records
Voorafgaand aan het toernooi waren dit het wereldrecord en het kampioenschapsrecord
| Wereldrecord         | Australië Mollie O'Callaghan, Shayne Jack, Meg Harris, Emma McKeon | 3.27,96 | Fukuoka | 23 juni 2023 |
| Kampioenschapsrecord | Australië Mollie O'Callaghan, Shayne Jack, Meg Harris, Emma McKeon | 3.27,96 | Fukuoka | 23 juni 2023 |

## Uitslagen

### Series
| Rang | Serie | Baan | Land             | Namen | Tijd         | Bijz.        |
| ---- | ----- | ---- | ---------------- | --- | ------------ | ------------ |
| 1    | 1     | 4    | Verenigde Staten | Erin Gemmell (53,52) Kate Douglass (52,04) Anna Moesch (53,80) Simone Manuel (54,21)                      | 3.33,57      | Q            |
| 2    | 2     | 4    | Australië        | Olivia Wunsch (53,70) Abbey Webb (53,98) Hannah Casey (53,86) Milla Jansen (53,10)                        | 3.34,64      | Q            |
| 3    | 1     | 6    | Nederland        | Milou van Wijk (54,09) Femke Spiering (54,65) Sam van Nunen (54,36) Marrit Steenbergen (52,37)            | 3.35,47      | Q            |
| 4    | 2     | 5    | China            | Cheng Yujie (53,60) Liu Yaxin (53,92) Yang Wenwen (54,20) Wu Qingfeng (53,91)                             | 3.35,63      | Q            |
| 5    | 2     | 3    | Frankrijk        | Beryl Gastaldello (54,10) Marina Jehl (54,27) Albane Cachot (53,91) Marie Wattel (53,48)                  | 3.35,76      | Q            |
| 6    | 1     | 1    | Neutrale vlag    | Daria Trofimova (53,73) Aleksandra Kuznetsova (54,01) Daria Surushkina (54,43) Daria Klepikova (53,78)    | 3.35,95      | Q            |
| 7    | 1     | 3    | Italië           | Sara Curtis (53,59) Chiara Tarantino (54,59) Sofia Morini (54,36) Emma Virginia Menicucci (54,13)         | 3.36,67      | Q            |
| 8    | 2     | 6    | Hongarije        | Nikolett Pádár (55,12) Panna Ugrai (54,86) Petra Senánszky (53,60) Lilla Minna Ábrahám (53,46)            | 3.37,04      | Q            |
| 9    | 1     | 5    | Canada           | Brooklyn Douthwright (54,36) Taylor Ruck (53,37) Sienna Angove (54,79) Ingrid Wilm (54,98)                | 3.37,50      |              |
| 10   | 1     | 2    | Duitsland        | Nina Holt (54,36) Nina Jazy (54,54) Julianna Bocska (54,64) Lise Seidel (54,76)                           | 3.38,30      |              |
| 11   | 2     | 2    | Denemarken       | Julie Kepp Jensen (54,82) Elisabeth Ebbesen (54,39) Schastine Tabor (55,73) Helena Rosendahl Bach (55,72) | 3.40,66      |              |
| 12   | 2     | 7    | Zuid-Afrika      | Olivia Nel (54,91) Caitlin de Lange (56,00) Georgia Nel (56,38) Hannah Robertson (58,04)                  | 3.45,33      |              |
| 13   | 2     | 1    | Zuid-Korea       | Jo Hyun-ju (54,97) Hur Yeonk-yung (54,72) Lee Lee-na (57,77) Kim Do-yeon (58,18)                          | 3.45,64      |              |
| —    | 1     | 7    | Kenia            | Niet gestart                                                                                              | Niet gestart | Niet gestart |

### Finale
| Rang   | Baan | Land             | Namen | Tijd    | Bijz. |
| ------ | ---- | ---------------- | --- | ------- | ----- |
| Goud   | 5    | Australië        | Mollie O'Callaghan (52,79) Meg Harris (51,87) Milla Jansen (52,89) Olivia Wunsch (53,05)                 | 3.30,60 |       |
| Zilver | 4    | Verenigde Staten | Simone Manuel (53,09) Kate Douglass (51,90) Erin Gemmell (53,17) Torri Huske (52,88)                     | 3.31,04 |       |
| Brons  | 3    | Nederland        | Milou van Wijk (52,37) Tessa Giele (54,13) Sam van Nunen (54,85) Marrit Steenbergen (51,64)              | 3.33,89 |       |
| 4      | 6    | China            | Cheng Yujie (53,42) Liu Yaxin (53,93) Yu Yiting (53,88) Wu Qingfeng (52,94)                              | 3.34,17 |       |
| 5      | 2    | Frankrijk        | Beryl Gastaldello (53,58) Marina Jehl (54,12) Albane Cachot (53,95) Marie Wattel (52,97)                 | 3.34,62 |       |
| 6      | 7    | Neutrale vlag    | Daria Trofimova (53,77) Aleksandra Kuznetsova (54,00) Alina Gaifutdinova (54,24) Daria Klepikova (52,68) | 3.34,69 |       |
| 7      | 1    | Italië           | Sara Curtis (53,29) Emma Virginia Menicucci (53,87) Chiara Tarantino (53,75) Sofia Morini (54,27)        | 3.35,18 |       |
| 8      | 8    | Hongarije        | Lilla Minna Ábrahám (53,97) Petra Senánszky (53,85) Panna Ugrai (54,41) Nikolett Pádár (54,11)           | 3.36,34 |       |